# 切皮略

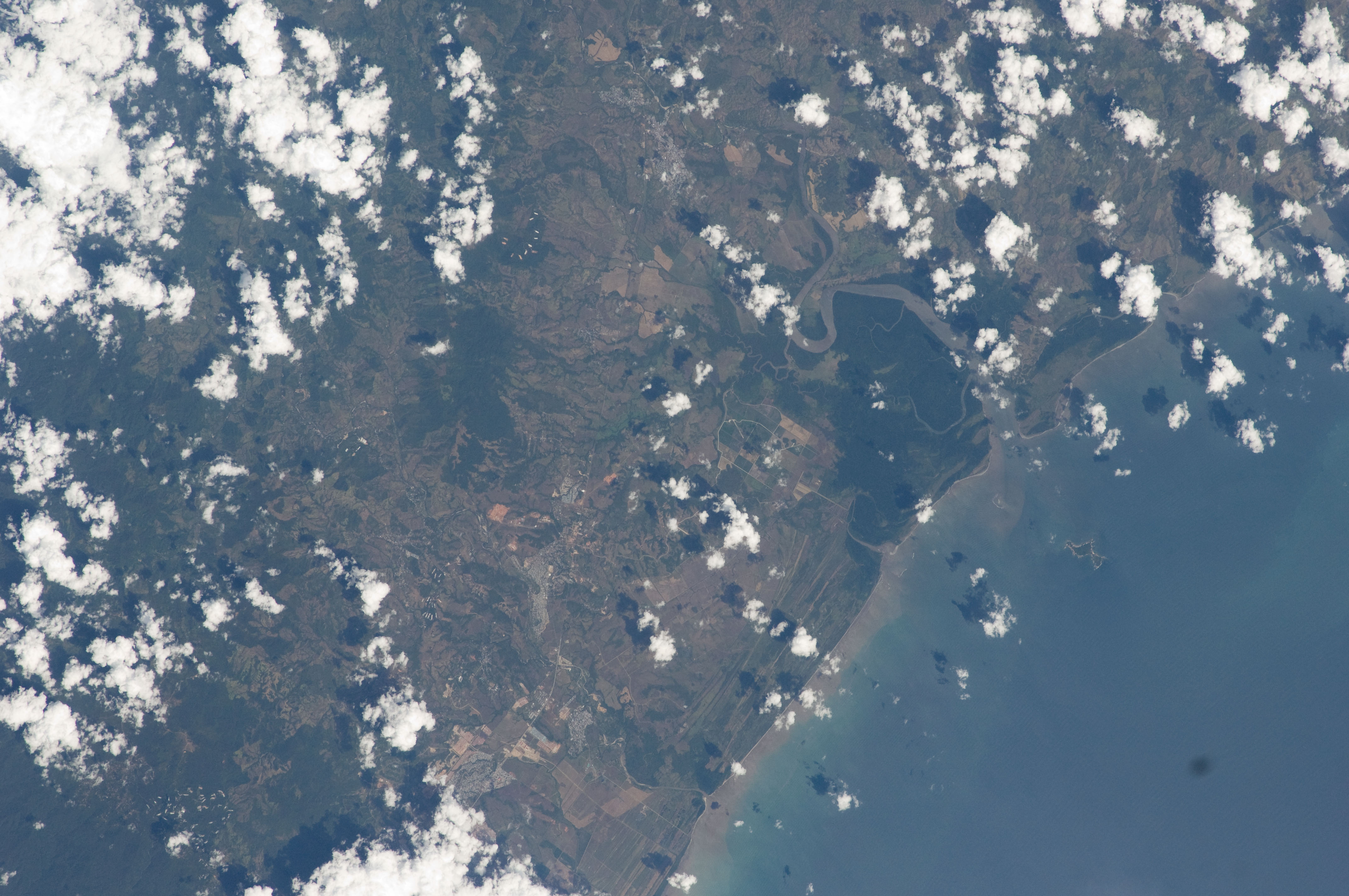
切皮略上空的巴拿马景象

切皮略（西班牙語：Chepillo），是巴拿馬的城鎮，位於該國中東部，由巴拿馬省的切波區負責管轄，面積1平方公里，海拔高度0米，2010年人口255，人口密度每平方公里255人。